# Лыкова, Антонина Михайловна
Антони́на Миха́йловна Лы́кова (в девичестве Орло́ва; 1 августа 1931, Санское, Шиловский район — 1 августа 2020) — доярка колхоза имени Кирова Шиловского района Рязанской области, Герой Социалистического Труда (1953).

## Биография
Родилась 1 августа 1931 года в селе Санское Шиловского района (ныне Рязанской области) в семье крестьян Орловых.
В 1946 году окончила местную неполную (семилетнюю) среднюю школу и трудилась в колхозе имени Кирова Шиловского района Рязанской области: летом в овощеводческой бригаде, зимой — рабочей на молочно-товарной ферме. В 1949 году трудоустроилась дояркой; в 1951 году суточный надой молока в среднем от коровы составил 15-16 килограмм, общий надой за год в среднем 4500 килограмм молока от коровы. В 1952 году она получила от 9 коров (в среднем от коровы за год) по 5144 килограмма молока с содержанием 196 килограммов молочного жира, её имя было занесено в областную Книгу Почёта.
Указом Президиума Верховного Совета СССР от 21 августа 1953 года «за достижение высоких показателей в животноводстве в 1952 году при выполнении колхозом обязательных поставок и контрактации сельскохозяйственной продукции, натуроплаты за работу МТС и плана прироста поголовья по каждому виду продуктивного скота и птицы» удостоена звания Героя Социалистического Труда с вручением ордена Ленина и золотой медали «Серп и Молот».
В 1957 году «за удержание высоких показателей в труде» удостоена второго ордена Ленина. 16 октября 1959 года в составе делегации женщин-колхозниц и работниц совхозов Рязанской области, присутствовала на встрече с Председателем Совета Министров СССР и первым секретарём ЦК КПСС Н. С. Хрущёвым в Кремле.
С 1964 по 1986 год трудилась на должности председателя Санского сельсовета. В сентябре 1986 года вышла на заслуженный отдых. Живёт в родном селе Санское.
Избиралась депутатом Рязанского областного (трижды) и Шиловского районного (дважды) Советов депутатов, членом Рязанского обкома КПСС.
Награждена 2 орденами Ленина (21.08.1953, 07.02.1957), медалями, в том числе «За трудовую доблесть» (08.01.1960), а также Большой и Малой золотыми медалями ВСХВ — ВДНХ СССР.
Скончалась 1 августа 2020 года.

## Семья
Муж: Лыков Иван Сергеевич, сын Лыков Александр Иванович (1954 г. р.), дочь Лыкова (Харламова) Любовь Ивановна (1956 г. р.).